# Resolució 382 del Consell de Seguretat de les Nacions Unides
La Resolució 382 del Consell de Seguretat de les Nacions Unides, aprovada per unanimitat l'1 de desembre de 1975, després d'examinar l'aplicació de la República de Surinam per a ser membre de les Nacions Unides, el Consell va recomanar a l'Assemblea general que la República de Surinam fos admesa.